# 山田茉亜紗
山田 茉亜紗（やまだ まあさ、1992年10月31日 - ）は、日本の女優。地球儀所属。以前はスターダス・21に所属していた。

東京都出身。日本大学芸術学部映画学科卒業。

## 出演作品

### テレビドラマ
- 東京少女（2008年、BS-i）
  - 東京少女 大政絢 第2話
  - 東京少女 福永マリカ 第2話 - 小西あやか 役
- 怪談新耳袋スペシャル（2009年、BS-TBS） - あきな 役
- 25分 私が初めて創ったドラマ「ウラ声ボーイズ」（2009年、NHK） - みほ 役
- ブカツ道 成海璃子編 第1話（2010年、WOWOW） - マネージャー 役
- 山村美紗サスペンス 赤い霊柩車シリーズ 第26作（2010年、フジテレビ） - 藤原しのぶ 役
- 青山ワンセグ開発 山手線の女、原宿の女（2010年、NHK） - 主演：神田サチコ 役
- お助け屋☆陣八 第10話（2013年、読売テレビ） - 立花薫 役
- LADY〜最後の犯罪プロファイル〜 第1話（2011年、TBS） - 岡林 役
- プロポーズ兄弟〜生まれ順別 男が結婚する方法〜 第3話（2011年、フジテレビ）
- 犯罪症候群Season1 第5話（2017年、東海テレビ × WOWOW）
- 日曜ワイド 鉄道捜査官 第17作（2017年、テレビ朝日）- 秋山 役

### 映画
- 僕の初恋をキミに捧ぐ（2009年、東宝）
- MAX THE MOVIE（2016年） - 妊婦 役

### 舞台
- ロウドクノチカラ第10回公演「終末のフール」第2話（2015年） - 主演：田口美智 役
- 劇団らまのだ公演「ちゃんとした夕暮れ」（2016年） - 主演：高橋 役
- ロウドクノチカラ第11回公演「バイバイ、ブラックバード」（2017年） - 如月ミキ 役

### CM
- レコチョク（2009年） - さくら 役
- 第一三共 「いっしょがいいね.com」認知症予防キャンペーン（2012年） - ナレーション、孫娘 役
- 養老乃瀧 60周年記念（2016年、WEB CM）
- スマレジ「アパレル」篇（2023年）

### ラジオドラマ
- NISSAN あ、安部礼司〜BEYOND THE AVERAGE（2017年 - 、TOKYO FM）[1] - 水倉沙良 役

### MV
- HighTunes 旅のはじまり（2016年）
- ナツノムジナ 「艀・凪」（2016年）
- 山下歩 コメダの唄〜繋がりの場所〜（2016年）

### その他
- プラネタリウム番組「見えない光? 宇宙を知る冒険」（2016年、コニカミノルタ） - 主人公：アンナ 役